# Astrocladus exiguus
Astrocladus exiguus är en ormstjärneart som först beskrevs av Jean-Baptiste Lamarck 1816.  Astrocladus exiguus ingår i släktet Astrocladus och familjen medusahuvuden.
Artens utbredningsområde är Madagaskar. Inga underarter finns listade i Catalogue of Life.